# 7386 Paulpellas
7386 Paulpellas (1981 WM) là một tiểu hành tinh vành đai chính được phát hiện ngày 25 tháng 11 năm 1981 bởi Oak Ridge Observatory ở Harvard.